# Cesare Ferrero di Cambiano
Pietro Luigi Cesare Giuseppe Ernesto Ferrero di Cavallerleone, cognome mutato in Ferrero di Cambiano con regi decreti del 13 luglio 1879 e 6 gennaio 1884 per essere stato adottato dalla marchesa Adele Ripa Brunone Turinetti di Cambiano (Torino, 11 gennaio 1852 – Roma, 31 gennaio 1931) è stato un avvocato, dirigente d'azienda e politico italiano.

## Biografia
Esponente di spicco della nobiltà piemontese, liberale di orientamento conservatore, entra in politica nel 1881 come consigliere comunale di Moncalieri, comune di cui è sindaco dal 1885 al 1890. Durante il mandato (1884), entra nel consiglio di amministrazione della Cassa di risparmio di Torino, dove rimane per 47 anni, dando il via alla parallela carriera nei campi del risparmio, della mutualità e della cooperazione. Rappresenta l'istituto di credito al congresso delle Casse di Risparmio di Bologna (9-10 giugno 1886), dal quale emergono alcune proposte che viene in seguito chiamato a gestire come vice-presidente della Commissione permanente delle casse di risparmio, istituita dal successivo congresso tenuto a Firenze dal 22 al 24 novembre dello stesso anno.
Politicamente vicino a Sidney Sonnino viene eletto per la prima volta alla Camera nelle elezioni del 1895 con l'appoggio determinante di Ernesto Balbo Bertone di Sambuy e dell'Associazione costituzionale torinese. Sui banchi del Parlamento si occupa principalmente dei problemi del lavoro, della previdenza e del risparmio. Tra le sue attività più rilevanti vi sono numerose proposte per l'autorizzazione di lotterie a beneficio delle opere pie piemontesi e per consentire ai corpi morali di acquistare beni immobili e accettare donazioni, eredità e legati. Una particolare attenzione è dedicata anche al conferimento di pensioni alle famiglie dei caduti nelle varie imprese coloniali dell'epoca e ad un migliore trattamento economico degli infortuni sul lavoro. Fautore della Cassa per la previdenza e la beneficenza, nel quadro di una politica sociale rinnovata perseguita dai conservatori più moderati (anche detti illuminati), entra a far parte di varie istituzioni di assistenza sociale (Croce Rossa, casse di previdenza per gli infortuni, l'inabilità e la vecchiaia degli operai, società per la protezione e l'assistenza all'infanzia), viene eletto membro del consiglio di amministrazione dell'Opera nazionale per la protezione e l'assistenza degli invalidi di guerra e si adopera in sede parlamentare per una riforma globale del settore.
L'impegno profuso gli vale l'appoggio di Antonio di Rudinì (che finanzia con 100.000 lire dell'epoca la sua campagna elettorale),  alle successive elezioni del 1897 e la nomina a sottosegretario alle finanze nel secondo governo Pelloux, di cui Sonnino è stato per gran parte artefice. In tale veste si dedica all'emanazione di provvedimenti mirati a stabilizzare i conti dell'erario e a prevenire le frodi in suo danno.
Dal 1901 (e fino al 1923), è membro del consiglio di amministrazione de Il Giornale d'Italia, voluto da Sonnino e da Antonio Salandra in funzione di una ripresa della corrente liberale in funzione anti-giolittiana. Alla fondazione del quotidiano ha partecipato in prima persona raccogliendo una parte delle 550.000 lire investite nel progetto attraverso un gruppo di suoi amici torinesi, che sottoscrivono una quota complessiva di 50.000 lire.
Il nuovo quotidiano, spiega Sonnino, deve "difendere le classi conservatrici e capitalistiche ma esercitando sempre una forte pressione anche su di esse. perché non confidino soltanto nella violenza e nella prepotenza, e perché facciano una parte equa anche alle classi lavoratrici".
Dal 1906 al 1919 è presidente della Cassa di risparmio di Torino, carica che gli consente di promuovere l'Associazione delle Casse di risparmio italiane e una riforma degli ordinamenti interni dell'istituto finalizzata a sussidiare, aiutare o fondare opere di beneficenza e a devolvere allo stesso scopo una parte del fondo di riserva. Con la sua presidenza l'istituto conosce uno sviluppo vertiginoso degli affari che lo porta al secondo posto per importanza tra le casse italiane. Durante questo mandato assume la presidenza dell'Istituto nazionale di credito per la cooperazione, voluto da Luigi Luzzatti e Francesco Saverio Nitti per il finanziamento delle organizzazioni a carattere cooperativo.
Non rieletto alle elezioni del 1913 viene nominato due anni dopo senatore a vita su proposta di Antonio Salandra nella categoria "deputati dopo tre legislature o sei anni di esercizio". Nel frattempo si è apertamente schierato per l'intervento italiano nella prima guerra mondiale partecipando alla fondazione dell'Alleanza Nazionale nel settembre 1917, associazione di destra che mira a fare propaganda per la guerra e agire contro i moti pacifisti. Coinvolge inoltre l'istituto nel finanziamento alle operazioni belliche mediante l'acquisto di buoni del tesoro e la partecipazione a vari prestiti nazionali. Anche per questo decide successivamente di aderire al fascismo.
Appassionato cultore di storia del Risorgimento ha fondato la sezione di Torino della società per la sua storia fondata a Milano nel 1906 ed ha promosso la rivista Il Risorgimento italiano.

## Cariche occupate
- Membro del Consiglio d'amministrazione della Cassa di risparmio di Torino (1884-1930)
- Vicepresidente del Consiglio d'amministrazione della Cassa di risparmio di Torino (1895-1906)
- Presidente della Cassa di risparmio di Torino (1906-1919)
- Membro del Consiglio d'amministrazione della Cassa nazionale per gli infortuni degli operai sul lavoro (1885)
- Vicepresidente della Cassa nazionale di previdenza per l'inabilità e la vecchiaia degli operai
- Consigliere della Croce rossa italiana (1885-1895)
- Amministratore delle opere pie di San Paolo (1885-1895)
- Vicepresidente della Società per la protezione e l'assistenza dell'infanzia "Pro Pueritia" (1885-1895)
- Presidente della Cassa nazionale per le assicurazioni sociali (1885-1895)
- Presidente dell'Istituto nazionale di credito per la cooperazione, poi Banca nazionale del lavoro (1913-18 novembre 1921)
- Membro del Consiglio d'amministrazione dell'Istituto nazionale di credito per la cooperazione, poi Banca nazionale del lavoro (18 novembre 1921-1927)
- Membro del Consiglio d'amministrazione de "Il Giornale d'Italia" (1901-1923)
- Presidente dell'Associazione delle Casse di risparmio italiane (1912-1931)
- Presidente dell'Istituto di credito tra le Casse di risparmio (ottobre 1921)
- Ministro di Stato (24 gennaio 1924)
- Presidente del Comitato di Torino dell'Istituto per la storia del Risorgimento (1907)
- Membro del Comitato nazionale per la storia del Risorgimento
- Socio della Società geografica italiana